# Draadklaver
De draadklaver (Trifolium micranthum) is een plant met gele bloemen, met een verschillend aantal kroonbladeren, variërend van één tot zeven bladeren. De plant is vooral te vinden op vochtige open plaatsen met veel zon en kalkarme grond. In Nederland is de plant zeldzaam langs de kust en zeer zeldzaam in het rivierengebied. In de rest van het land komt draadklaver niet voor. De plant staat dan ook op de Nederlandse Rode Lijst. In België staat de plant op de Rode Lijst van Wallonië, maar is daar geheel uitgestorven.